# Conception Bay (Kanada)
Die Conception Bay (französisch Baie de la Conception) ist eine Meeresbucht in der kanadischen Provinz Neufundland und Labrador. Sie befindet sich im Osten von Neufundland an der Nordküste der Avalon-Halbinsel und öffnet sich nach Nordosten zum Atlantik.
In der Bucht, nahe der Ostküste, liegt die bewohnte Insel Bell Island. Darauf befindet sich die Stadt Wabana, die in der ersten Hälfte des 20. Jahrhunderts eine bedeutende Bergbaustadt war.
An der Südküste der Bucht liegt die Stadt Conception Bay South, die zweitgrößte Stadt Neufundlands nach der etwa 20 km weiter östlich liegenden Provinzhauptstadt St. John’s.